# Merdasas de Damavande
Merdasas (em grego: Μερδασας) ou Mardanxá (em persa: مردانشاه; romaniz.: Mardanšah) era um nobre iraniano da Casa de Carano, que foi o fundador da dinastia dos masmugãs de Damavande, que incluía Larijã e seus arredores. Durante a conquista árabe da Pérsia, enviou reforços para ajudar Siauascis em Rei contra os árabes. Siauascis, no entanto, foi derrotado. Os árabes então seguiram para Damavande, onde Merdasas fez as pazes com os árabes, enquanto lhe foi prometido que não seria atacado, nem abordado sem sua permissão, em troca de prestar homenagem ao califado. Desaparece na sequência do registro histórico.